# Ortografia

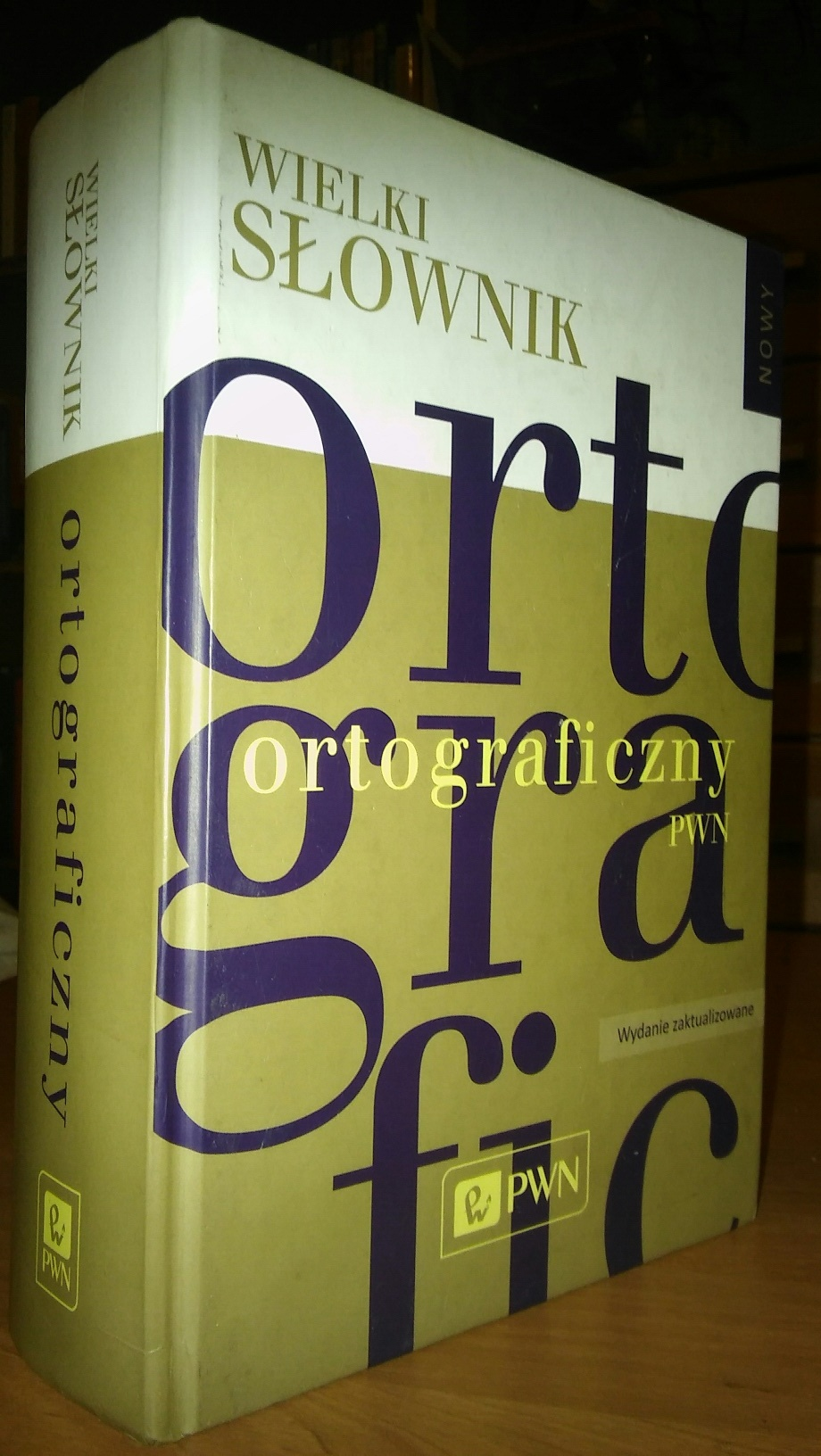
Wielki słownik ortograficzny PWN z zasadami pisowni i interpunkcji, wyd. 2016

Ortografia (z gr. ορθο-, ortho- „poprawny”, γραφος, grafos „piszący”), inaczej pisownia (dawniej prawopis) – zbiór przepisów regulujących sposób zapisu słów danego języka za pomocą liter alfabetu lub innych symboli. 
Sposobem reprezentacji języka w postaci pisemnej rządzą konwencjonalne zasady, sprowadzające się do mniejszej lub większej zgodności między dźwiękami (języka mówionego) a literami (języka pisanego). Ortografie poszczególnych języków, kierujące się własnymi regułami, są skupione na reprezentacji różnych aspektów języka, w tym cech morfologii lub fonologii. W toku ewolucji języka ortografia może stać się bardziej zachowawcza od języka mówionego i zacząć przyznawać pierwszeństwo zasadzie morfologicznej, prowadząc do rozdziału między wymową a sposobem zapisu. W praktyce ortografia języka nigdy nie jest całkowicie fonetyczna; nie może bowiem oddać wszelkich upodobnień dźwiękowych właściwych dla konkretnych wypowiedzi mówionych.
W szerokim rozumieniu pojęcie ortografii pokrywa się z systemem pisma; w węższym ujęciu ortografia to natomiast ustalony sposób posługiwania się systemem pisma, powiązany z koncepcją kultury języka i zabiegami standaryzacyjnymi. Mianem ortografii określa się także sposób zapisu konkretnego tekstu (np. w sformułowaniach oceniających: „dobra ortografia”, „zła ortografia”). Niekiedy rozróżnia się grafikę jako sposób pisania (obejmującą nie tylko sposób reprezentacji fonemów, ale także zasady stosowania dużych liter i znaków interpunkcyjnych) oraz ortografię jako przyjęte normy zapisu, poddawane autorytatywnej kodyfikacji. Grafika jest blisko związana z fonetyką języka; z kolei ortografia właściwa bierze pod uwagę dodatkowe czynniki, dostosowując zapis do pewnych konwencji (np. związanych z etymologią). Interpunkcja bywa traktowana jako zagadnienie odrębne od ortografii.
Popularnie ortografia bywa włączana w ramy gramatyki lub wręcz z nią utożsamiana. Lingwiści czynią jednak zasadnicze rozróżnienie między pisownią a gramatyką, czyli wewnętrznymi zasadami rządzącymi systemem językowym. W odróżnieniu od gramatyki ortografia nie jest częścią ściśle rozumianego języka, lecz elementem zewnętrznym, który określa jego konwencjonalną reprezentację na piśmie. Pismo i ortografia powstają w wyniku celowych działań człowieka, jako dopełnienie prymarnego języka ustnego, i nie stanowią nieodzownych składników języka. Zdarza się jednak, że ortografia jest traktowana jako kluczowe zagadnienie lingwistyczne, zwłaszcza wśród społeczności użytkowników języka; w praktyce jej reformy mogą skutkować reakcjami purystycznymi.
Norma ortograficzna jest przeważnie normą najlepiej skodyfikowaną i ustabilizowaną. Czasami jest zdecydowanie oparta na uzusie lub słabiej uregulowanej tradycji (np. w wypadku pisowni angielskiej) i tolerancyjna dla wyjątków. Niekiedy dąży się do wyraźniejszej kodyfikacji zasad, np. w wypadku ortografii języka polskiego. Do rozstrzygania wątpliwości związanych z pisownią są wykorzystywane słowniki ortograficzne.
Powstawanie ortografii jest powiązane z rozwojem piśmiennictwa i kształtowaniem się języków standardowych oraz uwarunkowane szeregiem rozstrzygnięć pozajęzykowych: czynnikami historycznymi, politycznymi, religijnymi itp. Jej istnienie pozwala na ściślejszą standaryzację języka pisanego i piśmienniczą niwelację różnic fonetycznych między odmianami języka mówionego (w kodyfikacji polszczyzny standardowej rozróżnia się między dwiema odmianami wymowy: krakowsko-poznańską i warszawską). Przywiązanie do zasad ortografii opiera się na założeniu, że istnienie ustalonych reguł pisowni sprzyja łatwości zrozumienia tekstów w danym języku. Odstępstwa od oficjalnej ortografii mogą służyć różnym celom: zaprezentowaniu rzeczywistej formy wymowy, wyrażeniu własnej tożsamości czy też stworzeniu atmosfery nieformalności (np. w mediach społecznościowych). Nieprzestrzeganie norm pisowni jest obarczone konsekwencjami społecznymi: bywa bowiem podstawą negatywnych sądów nt. danej osoby, na gruncie użycia ortografii formułuje się wnioski dot. poziomu wykształcenia czy inteligencji.
Ortografia jest często utożsamiana z takim sposobem zapisu języka, który ma status dominującego standardu, przy czym w szerszym ujęciu chodzi również o zróżnicowane praktyki użycia jakiegoś systemu pisowni (ortografia nieustandaryzowana). W odniesieniu do systemów, które nie przeszły pełnej kodyfikacji, zasady ortografii można utożsamić z zasadami faktycznie stosowanymi w zbiorze reprezentatywnych materiałów pisanych. Wiele języków świata – zwłaszcza mniejszościowych i lokalnych – jest pozbawionych systemu pisowni, a tym bardziej wysoce ujednoliconej ortografii, objętej ogólną akceptacją społeczną. Zdarza się też, że w danej społeczności istnieje kilka konkurujących ze sobą wersji pisowni. Propozycje ortografii, nawet jeśli mają charakter oficjalny, nie zawsze przyjmują się w szerszym obiegu społecznym. Czasami języki o niższym prestiżu społecznym są zapisywane przy użyciu modelu ortografii języka o wyższym statusie. Standaryzacja ortografii może pomagać w podkreśleniu autonomii i jedności danego języka. Kodyfikacja systemu pisowni jest jednym z etapów planowania językowego dla języków pozbawionych tradycji piśmienniczej. Mianem ortografii określa się też zasady pisowni o charakterze roboczym i ograniczonym zasięgu funkcjonalnym (working orthography), stworzone na potrzeby pierwszych publikacji w języku lokalnym lub do zapisu danych w dokumentacji lingwistycznej. Niekiedy kwestionuje się zasadność standaryzacji ortografii; kwestią dyskusyjną jest to, które aspekty języka pisanego i konwencji pisowni powinny być poddawane regulacji, zwłaszcza w obliczu możliwości zaistnienia stygmatyzujących ocen pod adresem osób nieprzestrzegających ustandaryzowanych reguł.

## Ortografia w poszczególnych językach
Reguły pisowni w języku portugalskim nie są ściśle fonematyczne. Związane to jest z rozprzestrzenieniem się tego języka na świecie i z uformowaniem się licznych regionalnych odmian i dialektów portugalskich. W 2009 roku rozpoczęto światową reformę języka portugalskiego w celu zlikwidowania 98% niezgodności w pisowni w poszczególnych krajach.
W przypadku języka angielskiego pisownia jest stosunkowo silnie ustandaryzowana. Niemniej istnieje kilka sposobów zapisu niemal każdego dźwięku, a większość liter można wymówić na kilka sposobów w zależności od ich pozycji w słowie, a nawet w zależności od kontekstu. Dlatego pewne błędy ortograficzne są często spotykane wśród rodzimych użytkowników tego języka. Przyczyn należy szukać w mnogości zapożyczeń z innych języków i równoczesnym braku fundamentalnych reform pisowni, które zakończyłyby się sukcesem. Większość reguł ortografii angielskiej nie odzwierciedla zmian w wymowie, które zaszły od końca XV wieku (jak np. wielka przesuwka samogłoskowa).
Podstawą ortografii języka islandzkiego jest zasada etymologiczna, stąd sami Islandczycy miewają trudności z przestrzeganiem islandzkiej normy pisowni. Współczesny alfabet islandzki swoje korzenie ma w standardzie opracowanym przez duńskiego filologa Rasmusa Raska.
Głównymi zasadami hiszpańskiej ortografii są fonologiczna i etymologiczna, dlatego istnieje kilka liter wykorzystywanych do zapisu tego samego fonemu. Już od XVII wieku pojawiały się rozmaite warianty reformy ortografii, które miały wprowadzić jednoznaczne powiązanie pomiędzy grafemem a fonemem, jednak wszystkie te propozycje zostały odrzucone. Większość współczesnych propozycji dotyczących reformy pisowni sprowadzają się głównie do usuwania liter-homofonów, które wciąż istnieją z przyczyn etymologicznych.